# Лагер Академия
Лагер „Академия“ е географска местност на остров Ливингстън от архипелага Южни Шетландски острови, Антарктика, наречена в чест на Българската академия на науките за нейния принос към изследването на Антарктика.
Местността е стратегически разположена на височина 541 м над морското равнище в горното течение на ледника Хюрън, в северозападното подножие на връх Зограф в Тангра планина, 3,6 км източно от Орфеевата порта, 5,25 км на изток-югоизток от Резенската седловина, 3,2 км на юг-югоизток от Омуртаговия проход, 4 км югозападно от Пирдопската порта, 1,68 км западно от Лозенската седловина, 7,1 км западно от Карнобатския проход, и 2,68 км на север-северозапад от Каталунската седловина. Лагер „Академия“ е свързан с испанската антарктическа база „Хуан Карлос I“ с 12,5-километров маршрут и с българската база „Свети Климент Охридски“ с 11-километров маршрут през платото Балкан, седловината Уилън и Орфеевата порта.
Лагер „Академия“ предлага удобен достъп към:
- главния хребет на планината Тангра на юг, с маршрути за полева работа и изкачвания от Лагер „Академия“ през Каталунската седловина до върховете Фрисланд, Св. Борис, Симеон, Св. Кирил, Св. Методий и Лясковец в хребета Фрисланд, и до връх Левски, Големия Иглен връх и връх Шлем през Лозенската седловина;
- районите на хребета Боулс, Видинските възвишения, ледниците Калиакра и Съединение на север;
- ледника Хюрън на изток;
- хребетите Плиска и Бърдик и ледниците Перуника и Хънтрес на запад.

## История
Местността е заета за пръв път от топографската експедиция Тангра 2004/05, от 3 декември 2004 до 2 януари 2005. Екипът на експедицията включващ Любомир Иванов и Дойчин Василев работи в Антарктика от 25 ноември 2004 до 11 януари 2005, както от корабите „Вангуардия“ и „Академик Вавилов“, така и на островите Ливингстън и Полумесец. Преодолени са на ски и пеша общо около 200 км предимно в сурови метеорологични условия и тежък непознат терен в Тангра Планина, хребета Боулс, Видинските възвишения и ледниците Хюрън, Калиакра, Съединение, Перуника и Хънтрес. Изкачени са за пръв път върховете Лясковец (1473 м), Онгъл (1149 м), Зограф (1011 м), Комини (774 м), Мелник (696 м), Мизия (604 м) и други по-малки, осъществено е и третото изкачване на връх Фрисланд (1700 м). Събрана е подробна географска информация за отдалечените райони на островите Ливингстън и Гринуич, включително координати и надморска височина, конфигурация на актуалната брегова линия и свободните от лед зони, както и обширна фотографска документация за неизследваните дотогава вътрешни области на Ливингстън и Гринуич. Въз основа на проучванията 150 географски обекта са картографирани за пръв път, а през 2005 е публикувана нова топографска карта на двата острова. От 2004 Лагер „Академия“ е определен за сезонен пощенски клон Тангра 1091, най-южното подразделение на Български пощи.
Полевата работа, извършена от Лагер „Академия“ по време на експедицията Тангра 2004/05, е отбелязана като събитие в хронологията на изследването на Антарктика.

## Карти
- L.L. Ivanov, N. Glavinchev, R. Tosheva and S. Naydenov, Antarctica: Livingston Island, South Shetland Islands (from English Strait to Morton Strait, with illustrations and ice-cover distribution), 1:100000 scale topographic map, Antarctic Place-names Commission of Bulgaria, Sofia, 2005
- Л. Иванов. Антарктика: Остров Ливингстън и острови Гринуич, Робърт, Сноу и Смит. Топографска карта в мащаб 1:120000. Троян: Фондация Манфред Вьорнер, 2009. ISBN 978-954-92032-4-0
- A. Kamburov and L. Ivanov. Bowles Ridge and Central Tangra Mountains: Livingston Island, Antarctica. Scale 1:25000 map. Sofia: Manfred Wörner Foundation, 2023. ISBN 978-619-90008-6-1
- А. Камбуров и Л. Иванов. Хребет Боулс и централна Тангра планина: Остров Ливингстън, Антарктика. Карта в мащаб 1:25000 map. София: Фондация Манфред Вьорнер, 2023. ISBN 978-619-90008-8-5